# Bob Todd
Bob Todd est un comédien britannique né le 15 décembre 1921 à Faversham (Kent) et mort le 21 octobre 1992 dans le Sussex. Il est particulièrement connu pour avoir été l'un des partenaires réguliers de Benny Hill à la télévision pendant près de trente ans.

## Biographie
Durant la Seconde Guerre mondiale, il est opérateur radio de bombardier Lancaster dans la Royal Air Force,
Il est également éleveur de bétail.[réf. nécessaire]
Todd s'est spécialisé dans les rôles comiques, alliant son côté sérieux à ses talents de farceur. Ses compagnons le surnommaient Silly Todd (« stupide Todd »). Il commence sa carrière télévisuelle au début des années 1960.
Le groupe Half Man Half Biscuit (en) en fait le sujet d'une chanson en 1985 dans l'album Back in the DHSS (en) intitulé 99% of Gargoyles Look Like Bob Todd (« 99 % des gargouilles ressemblent à Bob Todd »).
Il est mort 6 mois après Benny Hill en 1992.

## Filmographie

### Cinéma
- 1961 : Raising the Wind : un musicien de rue
- 1962 : Postman's Knock : le superintendent du district
- 1965 : The Intelligence Men : un policier
- 1967 : Ouch! : un policier
- 1968 : Hot Millions : un commissaire britannique
- 1969 : Carry on Again Doctor : un patient
- 1970 : Les Cicatrices de Dracula : le bourgmestre
- 1971 : She'll Follow You Anywhere : le vendeur de voitures
- 1971 : Bachelor of Arts : l'officier de police
- 1972 : That's Your Funeral : Arthur
- 1972 : Adolf Hitler - My Part in His Downfall : Referee
- 1972 : Mutiny on the Buses : le nouvel inspecteur
- 1972 : Burke and Hare : le garde Campbell
- 1972 : Go for a Take : le vigile
- 1973 : Digby, the Biggest Dog in the World : le grand Manzini
- 1973 : The Flying Sorcerer :  Crabtree
- 1974 : The Over-Amorous Artist : le postier
- 1974 : On l'appelait Milady (The Four Musketeers) : l'officier du peloton d'exécution
- 1975 : Max Wall: Funny Man : l'homme du bar
- 1975 : The Ups and Downs of a Handyman : Squire Bullsworthy
- 1975 : Confessions of a Pop Performer : Mr. Barnwell
- 1977 : Come Play With Me : le vicaire
- 1978 : Rosie Dixon, Night Nurse : Mr. Buchanan
- 1979 : Le Pétomane (court-métrage) : le père de Joseph
- 1980 : Rhubarb Rhubarb (court-métrage) : le vicaire
- 1983 : Superman 3 : un gentleman digne
- 1984 : Gabrielle and the Doodleman : Merlin / la vilaine sœur
- 1989 : Le Retour des mousquetaires (The Return of the Musketeers) : High Bailiff

### Télévision

#### Téléfilms
- 1967 : No Strings
- 1967 : Gentleman Jim
- 1967 : Around with Allen
- 1970 : Carry on Again Christmas : Ben Gunn
- 1974: Football Crazy : Arnold Smedley
- 1980 : The Allan Stewart Show
- 1982 : It's Your Move : le vieil homme
- 1988 : Mr. H Is Late : un croque-mort
- 1991 : Benny Hill's World Tour: New York! : rôles divers

#### Séries télévisées
- 1955-1989 : The Benny Hill Show : rôles divers
- 1960-1962 : Citizen James : un policier
- 1961 : Sykes and A... : un homme avec un vase
- 1961 : It's a Square World : rôles divers
- 1962 : Brothers in Law : Fred Tanner
- 1967 : Turn Out the Lights : Llewellyn
- 1968 : Orlando : Dr. Deadstone
- 1968 : Please Sir! : un conducteur de bus
- 1969 : Q5 : rôles divers
- 1969-1970 : Cribbins
- 1970 : The Val Doonican Show : invité régulier
- 1970 : The Best Things in Life : Mr. Pollard
- 1970 : L'Autobus à impériale : l'ouvrier / le réalisateur du film de guerre
- 1971 : The Marty Feldman Comedy Machine : rôles divers
- 1972 : Inn for a Penny
- 1972 : In for a Penny : Dan
- 1974 : Doctor at Sea : Cyril
- 1976 : What's on Next? : rôles divers
- 1979 : The Jim Davidson Show : rôles divers
- 1983 : The Steam Video Company : rôles divers
- 1984 : Jane : le professeur Crankshaft